# 福拉达达德尔托斯卡尔
福拉达达德尔托斯卡尔，是西班牙阿拉贡自治区韦斯卡省的一个市镇。总面积106平方公里，总人口259人（2001年），人口密度2人/平方公里。